# Doppelter Aachener Hausapfel
Der Doppelte Aachener Hausapfel ist eine alte Sorte des Kulturapfels. Er wird im Streuobst angebaut und für erhaltenswert angesehen. Der Doppelte Aachener Hausapfel ist nah verwandt mit dem Aachener Hausapfel und eine alte Aachener Lokalsorte, die vermutlich aus dem Aachener Süden stammt. Er ist nur aus dem Aachener und Stolberger Süden von Raeren (Ostbelgien) bis Büsbach (Münsterländchen, Butterländchen) bekannt. Der Apfel ist eine typische Obstsorte Aachener Streuobstwiesen mit 15 sicheren Standorten in der Stadt Aachen und wenigen in der Region (Stolberg). Für Gartenbau und Streuobstwiesen empfohlen.

## Beschreibung
Der Baum hat einen großen hochkugeligen und starken Wuchs. Die Frucht ist mittelgroß, 100 bis 150 Gramm schwer, regelmäßig geformt und flachkugelig. Die Grundfarbe der Schale ist gelblich-grün, später gelb, und matt. Die Deckfarbe ist kräftig orangerot bis rot, nie flächig, grob gestreift, Ausdehnung ½ bis ¾. Insgesamt deutlich heller wirkend als der Aachener Hausapfel. Der Apfel hat eine typische schollige Berostung der Stielgrube. Der Kelch ist klein und flach. Die Kelchgrubenumgebung ist eben bis wellig, die Kelchblätter sind mittelbreit und -lang und berühren sich am Grunde. Der Stiel ist mitteldick, mittellang bis lang, die Stielgrube mitteltief. Das Fruchtfleisch ist gelblich-weiß, fest, saftig, grobzellig, erfrischend bei schwacher Säure.

## Ernte und Verwendung
Die Ernte ist regelmäßig hoch, neigt im Alter zu Alternanz, die Frucht ist wenig anfällig. Ungepflegte Bäume neigen zu kleineren Früchten. Pflückreif sind die Früchte von Mitte September bis Anfang Oktober.
Der Doppelte Aachener Hausapfel ist ein guter Tafelapfel und guter Mostapfel und lässt sich gut lagern.